# (35012) 1981 EU2
(35012) 1981 EU2 es un asteroide perteneciente al cinturón de asteroides, descubierto el 2 de marzo de 1981 por Schelte John Bus desde el Observatorio de Siding Spring, Nueva Gales del Sur, Australia.

## Designación y nombre
Designado provisionalmente como 1981 EU2.

## Características orbitales
1981 EU2 está situado a una distancia media del Sol de 3,063 ua, pudiendo alejarse hasta 3,347 ua y acercarse hasta 2,780 ua. Su excentricidad es 0,092 y la inclinación orbital 11,14 grados. Emplea 1958,72 días en completar una órbita alrededor del Sol.

## Características físicas
La magnitud absoluta de 1981 EU2 es 14,5. Tiene 4,363 km de diámetro y su albedo se estima en 0,122. 